# Estische haiku
De Estische haiku is een vrij nieuwe dichtvorm die korter is dan de gebruikelijke haiku. Terwijl de traditionele haiku 5 + 7 + 5 lettergrepen omvat, bezitten de drie regels van de Estische haiku er maar 4 + 6 + 4. 
Zoals de naam al zegt, heeft de Estische haiku zijn oorsprong in Estland. De dichters Asko Künnap, Jürgen Rooste en Karl Martin Sinijärv publiceerden in het jaar 2010 het werk ‘Eesti haiku’ (Estische haiku). Hiermee was de geboorte van de dichtvorm een feit.
De redacteur van het boek, Jürgen Rooste, bepaalt in zijn voorwoord het werkterrein en de toekomst van de Estische haiku als volgt: ‘De Estische haiku bestaat uit drie verzen, die  4 + 6 + 4, dus in totaal 14 lettergrepen hebben. In de Estische haiku worden primair op laconieke wijze existentiële aspecten van het leven, het zijn en de natuur in Estland tot uitdrukking gebracht. Estische haiku’s worden in het tweede decennium van de 21e eeuw en daarna geschreven, tot het einde van onze schriftelijke taalruimte.’ Dit citaat komt volgens het voorwoord uit het ‘vooralsnog ongeschreven boek over de geschiedenis van de Estische dichtkunst’.
Op de eerste verzameling van Estische haiku’s volgde tijdens de boekenbeurs van Turku (Finland) een bloemlezing met naar het Fins vertaalde Estische haiku’s onder de titel ‘Aika sattuu. Vironhaikuja.’ (Het doet best zeer/De tijd komt terecht. Estische haiku’s). De vertaler Hannu Oittinen creëerde voor dit boek het begrip ‘Vironhaiku’ (Estische haiku) als Finse benaming van deze dichtvorm.
In oktober 2012 verscheen ‘Assamallan asemalla. Vironhaikuja.’ (Op het station van Assamalla. Estische haiku’s.) van Hannu Oittinen, het eerste boek met Estische haiku’s die oorspronkelijk in het Fins zijn geschreven. Verder bevat het ook gastgedichten in het Estisch en taalexperimenten. Het boek is vermoedelijk het eerste dat is verschenen in Hellinna, een denkbeeldige dubbele stad uit Helsinki en Tallinn.
Op de boekenbeurs in Helsinki werd in oktober 2011 – toen Estland gastland was – een schrijfwedstrijd voor Estische haiku’s georganiseerd. Estische haiku’s zijn ook in het Estische literaire tijdschrift Looming verschenen. Op Facebook schrijft een aantal voornamelijk Finse en Estische auteurs Estische haiku’s, in de groep Vironhaiku.

## Gepubliceerde bundels met Estische haiku's
- Asko Künnap, Jürgen Rooste, Karl Martin Sinijärv: 'Eesti haiku.' (Estische haiku.) Voorwoord: Jürgen Rooste. Näo Kirik, Tallinn, 2010. ISBN 978-9949-21-073-2.
- Asko Künnap, Jürgen Rooste, Karl Martin Sinijärv:  'Aika sattuu. Vironhaikuja.' (Het doet best zeer/De tijd komt terecht. Estische haiku’s.) Illustraties: Asko Künnap. Vertaling naar het Fins en voorwoord: Hannu Oittinen. Palladium Kirjat, 2011. ISBN 978-952-9893-67-6.
- Hannu Oittinen: 'Assamallan asemalla. Vironhaikuja.' (Op het station van Assamalla. Estische haiku’s.) Illustraties en layout: Asko Künnap. Gastgedichten: Asko Künnap, Mari-Liis Roos, Jürgen Rooste, Karl Martin Sinijärv. Nawoord in het Fins en Estisch: Hannu Oittinen. Näo Kirik, Hellinna, 2012. ISBN 978-9949-9172-6-6.